# 유로비전 송 콘테스트 1978
유로비전 송 콘테스트 1978(CONCOURS EUROVISION DE LA CHANSON 1978)은 프랑스에서 열린 제 23회 유로비전 송 콘테스트이다. 이전 22회 콘테스트에서 프랑스의 마리 미리암이 우승을 하면서 개최권을 획득하였다. 이 대회에서 이스라엘이 최초로 우승을 획득하였다. 노르웨이는 단 한점도 획득하지 못하는 불명예를 얻었다.